# 電話 (Remioromen單曲)
《電話》，日本樂團Remioromen正式出道的第1張單曲（通算第2張）。Victor Entertainment的旗下唱片公司SPEEDSTAR RECORDS於2003年8月20日發行。

## 收錄曲目
1. 電話
  - 作詞、作曲：藤卷亮太
2. Taxi driver
  - 作詞、作曲：藤卷亮太